# 110-es busz (Budapest, 1977–1995)
A budapesti 110-es jelzésű autóbusz a Móricz Zsigmond körtér (Karinthy Frigyes út) és a Házgyári utca között közlekedett. A viszonylatot a Budapesti Közlekedési Vállalat üzemeltette.

## Története
1974. január 7-én a 10-es autóbuszcsalád új taggal bővült, elindult a 10Y a Móricz Zsigmond körtér és az albertfalvi 4-es számú Házgyár között. 1977. január 1-jén jelzése 110-esre módosult. 1987. október 1. és november 1. között a buszjárat közlekedése a 4. sz. Házgyár leállása miatt szünetelt, majd 1995. június 30-án végleg megszűnt. Pótlására elindult a SZIK különjárat.
A 110-es jelzést később több járatnál is felhasználták, 2007–2008 között a későbbi 116-os busz, majd 2014 óta a Bosnyák tér és a Thomán István utca közötti autóbuszjárat viseli. 2021–2022 között mellette 110E jelzéssel zónázó járat is közlekedett.

## Útvonala
| Házgyári utca felé | Móricz Zsigmond körtér (Karinthy Frigyes út) felé                                                                                           |
| --- | --- |
| Móricz Zsigmond körtér (Karinthy Frigyes út) vá. – Karinthy Frigyes út – Bartók Béla út – Lágymányosi utca – Budafoki út – Hunyadi János út – Házgyári utca – Házgyári utca vá. | Házgyári utca vá. – Házgyári utca – Hunyadi János út – Budafoki út – Karinthy Frigyes út – Móricz Zsigmond körtér (Karinthy Frigyes út) vá. |

## Megállóhelyei
| 0  | Móricz Zsigmond körtér (Karinthy Frigyes út) végállomás | 16 | 3, 3, 7, 7A, 7, 10, 27, 40, 40, 53, 153, 173 6, 18, 19, 41, 47, 49, 61 |
| 2  | Karinthy Frigyes út                                     | 14 | 3, 10, 86 6                                                            |
| 3  | Október huszonharmadika utca                            | 13 | 3, 3, 10, 12, 86 4                                                     |
| 4  | Prielle Kornélia utca (↓) Dombóvári út (↑)              | 12 | 3, 10                                                                  |
| 5  | Kelenföldi Textilgyár                                   | 11 | 3, 10                                                                  |
| 7  | Magyar Kábel Művek                                      | 9  | 3, 3, 10                                                               |
| 8  | Galvani utca                                            | 8  | 3, 10                                                                  |
| 9  | Budapesti Épületelemgyár                                | 7  | 3, 10                                                                  |
| 10 | Zománchuzal gyár                                        | 6  | 3, 10                                                                  |
| 12 | Építész utca (↓) Építész utca (HITEKA) (↑)              | 4  | 3, 10, 14, 114                                                         |
| 13 | Vegyész utca                                            | 3  | 3, 10, 14, 114                                                         |
| 16 | Házgyári utca végállomás                                | 0  |                                                                        |